# مرجعیون، لبنان
مرجعیون (به عربی: مرجعیون) شهری در استان نبطیه کشور لبنان است که در سرشماری سال ۲۰۰۵ میلادی، ۱۶ ۱۷۳ نفر جمعیت داشته است.